# 1957-es finn labdarúgó-bajnokság (első osztály)
Az 1957-es finn labdarúgó-bajnokság (Mestaruussarja) a finn labdarúgó-bajnokság legmagasabb osztályának huszonhetedik alkalommal megrendezett bajnoki éve volt. A pontvadászat 10 csapat részvételével zajlott. A bajnokságot a HPS Helsinki csapata nyerte.

## Bajnokság végeredménye
| #  | Csapat           | M  | Gy | D | V  | RG | KG | Pont |
| -- | ---------------- | -- | -- | - | -- | -- | -- | ---- |
| 1  | HPS Helsinki (B) | 18 | 11 | 4 | 3  | 49 | 27 | 26   |
| 2  | Haka Valkeakoski | 18 | 11 | 3 | 4  | 46 | 20 | 25   |
| 3  | TPS Turku        | 18 | 7  | 7 | 4  | 45 | 37 | 21   |
| 4  | KuPS Kuopio      | 18 | 8  | 3 | 7  | 28 | 34 | 19   |
| 5  | IKissat Tampere  | 18 | 7  | 4 | 7  | 50 | 34 | 18   |
| 6  | HJK Helsinki     | 18 | 5  | 8 | 5  | 26 | 26 | 18   |
| 7  | VPS Vaasa        | 18 | 6  | 4 | 8  | 21 | 30 | 16   |
| 8  | KTP Kotka        | 18 | 5  | 5 | 8  | 28 | 31 | 15   |
| 9  | KIF Helsinki (K) | 18 | 5  | 4 | 9  | 28 | 36 | 14   |
| 10 | KoRe Kotka (K)   | 18 | 2  | 4 | 12 | 21 | 67 | 8    |

## Külső hivatkozások
- Hivatalos honlap (finnül)
- Finnország – Az első osztály tabelláinak listája az RSSSF-en (angolul)